# Alasmidonta marginata
Alasmidonta marginata, tên tiếng Anh: elktoe, là một loài trai nước ngọt, là động vật thân mềm hai mảnh vỏ sống dưới nước thuộc họ Unionidae.

## Phân bố
Loài này có ở Bắc Mỹ.